# شهرستان قره‌اوزک
ناحیهٔ قره‌اوزک (به ازبکی: Qoraoʻzak tumani، قاره‌اۉزک تومنی)(به قره‌قالپاقی: Qaraózek rayonı، قارااوزىُك رایونىُ) یک شهرستان در ازبکستان است که در قره‌قالپاقستان واقع شده‌است. ناحیه قره‌اوزک ۵۴٬۴۰۰ نفر جمعیت دارد.